# Jimena Lindo
Jimena Estefanía Lindo Biondi (Lima, 9 de diciembre de 1976), conocida como Jimena Lindo, es una actriz, bailarina y presentadora de televisión peruana.

## Biografía
Hija de Enrique Lindo y Ana María Biondi. Estudió en el Colegio Peruano-Alemán Alexander von Humboldt, donde mostró vocación para la actividad artística desde los cinco años, participando en grupos, cursos y talleres de teatro, ballet y danza contemporánea. Egresada del colegio estudió Asistencia de Negocios. 
Lindo se inició en el Taller de Formación Actoral de Roberto Ángeles y con el grupo íntegro. Posteriormente participó en un casting, del que fue llamada por el director Michael Gómez para participar en la serie peruana Tribus de la calle. Al término de ésta, actuó en dos cortometrajes: Los milagros inútiles de Demerjac y El ascensor. Seguidamente actuó en tres telenovelas: Cosas del amor (1998), Travesuras del corazón (1998) e Isabella, mujer enamorada (1999). Debutó también como presentadora en el programa cultural Agenda CMC.
En el año 2000, participó en su tercer corto, Papapa, de Baltazar Caravedo, con el cual ganó el premio de Mejor Actriz en Cade-Expecta (2001) en Lima. Poco tiempo después, hizo su primer protagónico en el cine, con El bien esquivo.
Lindo se fue a vivir a Barcelona, España, donde residió durante algunos años. En 2006, de vuelta al Perú, protagonizó la ópera prima de Judith Vélez (La prueba), aparte de estar presente en diversos trabajos del teatro y la televisión locales, como las miniseries Lobos de mar y Rita y yo. En 2007, inició una colaboración con el artista Guillermo Castrillón, interpretando las performances de danza-teatro Escrito por una Gallina y Mujeres que habitan en mí. En ese año tuvo una breve participación para la interpretación de la obra Naná en el programa radial Mi novela favorita en RPP.
Seguidamente, Lindo comenzó una relación con el también actor Daniel Neuman; ambos se convirtieron en padres en 2009. Su hijo se llama Arón Neuman.
Lindo actuó en la telenovela Los exitosos Gome$ en 2010 y participó en el reality show de baile El gran show.
En abril de 2011, actuó en la obra Las tres hermanas como Masha, bajo la dirección de Francisco Lombardi. En televisión participó en la telenovela Lalola.
En marzo de 2012, se estrenó la obra La cocina, protagonizada por Lindo. Meses después, protagonizó la obra Electra/Orestes.
En febrero de 2013, actuó en la obra Proyección privada bajo la dirección de Gilbert Rouvière. Su siguiente obra fue Casa de muñecas en el Teatro La Plaza, en el rol protagónico. En cine, protagonizó El evangelio de la carne estrenada en octubre de 2013. Lindo condujo e interpretó varios personajes en Historias de papel por Plus TV.
Lindo actuó en la obra Toc toc a inicios de 2014.

## Filmografía

### Cine
| Año  | Título                            | Personaje                            | Notas           | Ref. |
| ---- | --------------------------------- | ------------------------------------ | --------------- | ---- |
| 1996 | Los milagros inútiles de Demerjac |                                      | Cortometraje    |      |
| 1997 | El ascensor                       |                                      | Cortometraje    |      |
| 1998 | No se lo digas a nadie            | Chica en discoteca                   | Rol secundario  |      |
| 2000 | Papapa                            | "Mili"                               | Cortometraje    |      |
| 2001 | El bien esquivo                   | Hermana Inés Vargas de Carvajal      | Rol protagónico |      |
| 2001 | Mejor mañana                      | Mariana                              | Cortometraje    |      |
| 2004 | Páramo                            |                                      | Cortometraje    |      |
| 2004 | Páramo                            | Rol protagónico                      |                 |      |
| 2004 | El estómago del pez               |                                      | Cortometraje    |      |
| 2004 | El estómago del pez               | Rol protagónico                      |                 |      |
| 2004 | Razones para el exilio            | Sonia                                |                 |      |
| 2006 | La prueba                         | Miranda                              | Rol protagónico |      |
| 2007 | Condominio                        | Leslie                               |                 |      |
| 2008 | Vidas paralelas                   | Bertha                               |                 |      |
| 2013 | El evangelio de la carne          | Julia / "Augusta"                    | Rol protagónico |      |
| 2014 | A los 40                          | Cajera                               | Rol Secundario  |      |
| 2016 | No estamos solos                  | Victoria                             |                 |      |
| 2016 | Locos de amor                     | Fernanda "Fer" Zavala / "Fernandita" | Rol protagónico |      |
| 2016 | Amor                              | Daniela                              | Cortometraje    |      |
| 2020 | Las mejores familias              | "Lici"                               |                 |      |
| 2022 | ¿Quién dijo Detox?                |                                      | Rol protagónico |      |
| 2024 | La herencia de Flora              |                                      |                 |      |
| 2024 | Reinas                            | Elena                                |                 |      |

### Televisión

#### Series y telenovelas
| Año       | Título                               | Personaje                                | Notas                                        | Ref.   |
| --------- | ------------------------------------ | ---------------------------------------- | -------------------------------------------- | ------ |
| 1996      | Tribus de la calle                   | Natalia                                  |                                              | [ 20 ] |
| 1998      | Cosas del amor                       | Laura                                    | Rol recurrente                               |        |
| 1998      | Apocalipsis                          | Karina                                   |                                              |        |
| 1998—1999 | Travesuras del corazón               | Flor Jiménez                             | Rol antagónico principal                     |        |
| 1999      | Isabella, mujer enamorada            | Alejandra Marina                         | Rol secundario                               | [ 20 ] |
| 2000—2001 | Milagros                             | Sandra                                   | Rol secundario                               |        |
| 2006      | Lobos de mar                         | Mariana                                  |                                              |        |
| 2007      | Rita y yo                            | Kiara Elías                              | Rol principal                                |        |
| 2007      | Mi novela radial                     | Naná                                     | Rol protagónico                              |        |
| 2009      | Solteros casados                     | Brisa                                    |                                              |        |
| 2009      | Rita y yo y mi otra yo               | Kiara Elías                              | Rol principal                                |        |
| 2010      | Los exitosos Gomes                   | Alexandra "Alex" Álvarez                 | Rol secundario                               |        |
| 2011      | Lalola                               | Victoria "Vicky"                         | Rol principal                                |        |
| 2015      | Amor de madre                        | Alicia Tapia Mendoza de Suárez           | Rol protagónico                              |        |
| 2016      | Amores que matan                     | Romina                                   | Rol protagónico (Episodio: En tus manos)     |        |
| 2016      | Amores que matan                     | Rol protagónico (Episodio: El reportaje) |                                              |        |
| 2016      | Valiente amor                        | Lorena Belmont Fernández de Villar       | Rol principal                                |        |
| 2017      | Colorina                             | Esterlina Salas Olmedo de Villamore      | Rol principal                                |        |
| 2017—2018 | Madre por siempre, Colorina          | Esterlina Salas Olmedo de Villamore      | Rol principal                                |        |
| 2017      | Antes muertas que sencillas (Piloto) |                                          | Rol protagónico                              |        |
| 2018      | Mi esperanza                         | Rosa Reynoso Sulca de Amador             | Rol de invitada especial                     |        |
| 2018      | Mi esperanza                         | Iris Reynoso Sulca                       | Rol antagónico principal                     |        |
| 2020      | Mi vida sin ti                       | Karina Vargas                            | Rol principal                                |        |
| 2020—2021 | Princesas                            | Capitana Fiorella Espinoza Troncoso      | Reparto principal                            |        |
| 2022      | Junta de vecinos 2                   | Zazá                                     | Reparto recurrente (antagonista secundaria)  | [ 21 ] |
| 2025      | La Rosa de Guadalupe Perú            | Lorena                                   | Antagonista (Episodio: «Cuéntame un cuento») |        |
| 2025      | La Rosa de Guadalupe Perú            | Fernanda                                 | Episodio: «Otra ventana»                     |        |
| 2025      | Brujas                               | Capitana Fiorella Espinoza Troncoso      | Reparto principal                            |        |
| 2025      | Eres mi sangre                       | Catalina Navarro                         | Protagonista                                 |        |

#### Programas
| Año           | Título                                    | Rol          | Notas                     | Ref. |
| ------------- | ----------------------------------------- | ------------ | ------------------------- | ---- |
| 1998—1999     | Agenda CMC                                | Ella misma   | Presentadora              |      |
| 2009—2012     | Mesa de noche                             | Ella misma   | Presentadora              |      |
| 2010          | El gran show                              | Ella misma   | Concursante (Reemplazada) |      |
| 2013—presente | Historias de papel                        | Ella misma   | Presentadora              |      |
| 2013—presente | Historias de papel                        | Varios roles | Roles principales         |      |
| 2016          | TV Perú noticias                          | Ella misma   | Invitada especial         |      |
| 2016          | Bien por casa                             | Ella misma   | Invitada especial         |      |
| 2018          | Estás en todas                            | Ella misma   | Invitada especial         |      |
| 2018          | El reventonazo de la chola                | Ella misma   | Invitada especial         |      |
| 2018          | Los Premios Luces 2018 (Edición Especial) | Ella misma   | Presentadora              |      |
| 2020          | Aprendo en casa                           | Ella misma   | Presentadora invitada     |      |

### Vídeos musicales
| Año  | Título        | Personaje    | Notas         | Ref. |
| ---- | ------------- | ------------ | ------------- | ---- |
| 2015 | Amor de madre | Alicia Tapia | De Max Castro |      |

## Teatro
| Año       | Título                     | Personaje           | Notas                           | Ref.   |
| --------- | -------------------------- | ------------------- | ------------------------------- | ------ |
| 1997      | Juanita                    |                     |                                 |        |
| 1998—1999 | Así que pasen cinco años   | "Lorca" (Niño)      |                                 |        |
| 1999      | De dúos y solos            |                     |                                 |        |
| 1999      | Marisol                    |                     |                                 |        |
| 2001      | El show de terror de Rocky |                     |                                 |        |
| 2002      | El viaje                   |                     |                                 |        |
| 2003      | El cristal con que se mire |                     | Barcelona (España)              |        |
| 2007      | Mujeres que habitan en mí  | Intérprete          |                                 |        |
| 2007      | Escrito por una gallina    | Intérprete          |                                 |        |
| 2007      | Bicho-Bug                  | Romy                | Rol protagónico                 |        |
| 2007      | Naná                       | Naná                | Rol protagónico                 |        |
| 2007—2008 | La celebración             | Helene              |                                 |        |
| 2008      | Noche de tontos            | Viola               |                                 |        |
| 2008      | La familia Fernández       | Tatiana "Tati"      |                                 | [ 22 ] |
| 2008      | En casa/En Kabul           | Priscila            |                                 |        |
| 2008      | Escrito por una gallina    | Intérprete          |                                 |        |
| 2009      | Esperando la carroza       | Susana              |                                 |        |
| 2010      | Medea                      | Coro                |                                 |        |
| 2010      | Los monólogos de la vagina | Intérprete          | Una función                     |        |
| 2011      | Las tres hermanas          | Masha               |                                 |        |
| 2011      | La cura en Troya           | Coro de mujeres     |                                 |        |
| 2012      | La cocina                  | Mónica              |                                 |        |
| 2012      | Escrito por una gallina    | Intérprete          |                                 |        |
| 2012      | Electra/Orestes            | Electra / "Laódice" | Rol protagónico                 |        |
| 2013      | Proyección privada         | La chica            |                                 |        |
| 2013      | Casa de muñecas            | Nora Helmer         | Rol protagónico                 |        |
| 2013      | El círculo de arena        | Cantú               | 2 temporadas                    | [ 23 ] |
| 2013      | Un dios salvaje            |                     |                                 |        |
| 2014      | TOC*TOC                    |                     | Rol protagónico                 |        |
| 2014      | Incendios                  |                     |                                 |        |
| 2014      | Dueto en mí                |                     | Rol protagónico                 |        |
| 2015      | Las tres viudas            |                     | Rol Principal                   |        |
| 2019      | Perfectos desconocidos     | Marina              | Teatro: Teatro Luigi Pirandello |        |
| 2023      | Charada                    |                     |                                 |        |
| 2024      | Personas, lugares y cosas  |                     |                                 |        |
| 2024      | María Estuardo             |                     |                                 |        |

## Discografía

### Temas musicales
- Gata fiera (2015) (Con Los Juanelos).
- Que sabe nadie (Nueva versión) (2016) (Tema para Locos de amor).
- Brindaremos por él (Nueva versión) (2016) (Tema para Locos de amor).
- Locos de amor (Nueva versión) (2016) (Tema para Locos de amor).

## Revistas
- Cosas (2012) como Modelo de portada.

## Premios y nominaciones
| Año  | Premio                                   | Categoría                         | Trabajo                  | Resultado   | Ref.          |
| ---- | ---------------------------------------- | --------------------------------- | ------------------------ | ----------- | ------------- |
| 2001 | Concurso de Cortometrajes "Cade-Expecta" | Mejor actriz                      | Papapa                   | Ganadora    |               |
| 2012 | Premio Luces de El Comercio              | Mejor actriz de teatro            | Electra/Orestes          | Nominada    |               |
| 2013 | Premios Luces de El Comercio             | Mejor actriz de cine              | El evangelio de la carne | Nominada    |               |
| 2013 | Premios Luces de El Comercio             | Mejor actriz de teatro            | Casa de muñecas          | Nominada    |               |
| 2014 | Premios Platino                          | Mejor interpretación femenina     | El evangelio de la carne | Candidata   |               |
| 2014 | Premios Luces de El Comercio             | Mejor actriz teatral              | Dueto en mí              | Nominada    | [ 24 ]        |
| 2015 | Premios Luces de El Comercio             | Mejor actriz de reparto de teatro | Las tres viudas          | Ganadora    | [ 25 ] [ 26 ] |
| 2017 | Premio Luces de El Comercio              | Mejor actriz de televisión        | Colorina                 | Nominada    |               |
| 2022 | Premios Platino                          | Mejor interpretación femenina     | Las mejores familia      | Prenominada | [ 27 ]        |

## Controversias
Durante una emisión del programa Mesa de noche, Lindo y Renzo Schuller mencionaron a la actriz Magaly Solier con comentarios etiquetados de despectivos. Poco tiempo después, Lindo aclaró el tema disculpándose y negando cualquier tipo de racismo.